# Lípa u hřbitova (Teplá)
Lípa u hřbitova je vysoký, zdaleka viditelný památný strom lípa malolistá (Tilia cordata), který roste u silnice před severní hřbitovní zdí premonstrátského kláštera v Teplé. Je pozůstatkem kompozice z doby barokní přestavby konventu a zahrad tepelského kláštera a města Teplá v okrese Cheb v Karlovarském kraji. Úzká koruna sahá do výšky 28,5 m. Kmen stromu se ve třech metrech výšky dělí do semknuté dvojice kosterních větví, obvod kmene měří 551 cm (měření 2014). Strom je chráněn od roku 2006 jako krajinná dominanta, součást kulturní památky a strom s významným vzrůstem. V těsné blízkosti stromu stojí kulturní památka socha Krista Trpitele.

## Stromy v okolí
- Hroznatova lípa
- Tepelský dub
- Dub nad Starým rybníkem
- Heřmanovský buk
- Jírovec u Mariánské kapličky v Jankovicích
- Rájovský javor